# Ilja Frank
Ilja Michajłowicz Frank (ros. Илья Михайлович Франк, ur. 10 października?/23 października 1908 w Sankt Petersburgu, zm. 22 czerwca 1990 w Moskwie) – rosyjski fizyk, laureat Nagrody Nobla w dziedzinie fizyki w roku 1958 (wspólnie z Pawłem Czerenkowem i Igorem Tammem) za wkład w wyjaśnienie promieniowania Czerenkowa.

## Życiorys
Na początku kariery zajmował się fotochemią, w tym badaniem zjawiska fotoluminescencji. W 1934 zajął się fizyką jądrową, badając promieniowanie gamma oraz wiązki neutronowe. W 1935 roku otrzymał doktorat. W 1937, wraz z Czerenkowem i Tammem, opracował teorię promieniowania Czerenkowa, nagrodzoną 20 lat później nagrodą Nobla. W 1944 został mianowany profesorem i dyrektorem katedry fizyki Uniwersytetu Moskiewskiego. W 1946 został mianowany członkiem Rosyjskiej Akademii Nauk. Był również dyrektorem laboratorium fizyki neutronowej w Zjednoczonym Instytucie Badań Jądrowych.
W 1975 Uniwersytet Łódzki przyznał mu tytuł doktora honoris causa.
Został odznaczony m.in. trzykrotnie Orderem Lenina, Orderem Rewolucji Październikowej, dwukrotnie Orderem Czerwonego Sztandaru Pracy oraz Orderem „Znak Honoru”. Dwukrotny laureat Nagrody Stalinowskiej (1946, 1953) i Nagrody Państwowej ZSRR (1971).
Pochowany na Cmentarzu Wwiedieńskim w Moskwie.